# Psychomyia
Psychomyia är ett släkte av nattsländor. Psychomyia ingår i familjen tunnelnattsländor.

## Dottertaxa tillPsychomyia, i alfabetisk ordning[1][2]
- Psychomyia adun
- Psychomyia aigina
- Psychomyia alkibiades
- Psychomyia alternata
- Psychomyia amor
- Psychomyia amphiaraos
- Psychomyia anakdelapan
- Psychomyia anaksusuan
- Psychomyia anaktiri
- Psychomyia andromache
- Psychomyia andromeda
- Psychomyia anteia
- Psychomyia arefinae
- Psychomyia armata
- Psychomyia armitagei
- Psychomyia arthit
- Psychomyia asvagosha
- Psychomyia barata
- Psychomyia benyagai
- Psychomyia bhutana
- Psychomyia bifurcata
- Psychomyia birushka
- Psychomyia botosaneanui
- Psychomyia bruneiensis
- Psychomyia capillata
- Psychomyia chompu
- Psychomyia cinerea
- Psychomyia ctenophora
- Psychomyia curriei
- Psychomyia dactylina
- Psychomyia dara
- Psychomyia dasaratha
- Psychomyia deidameia
- Psychomyia deiphobos
- Psychomyia demodokos
- Psychomyia denisi
- Psychomyia dugpa
- Psychomyia enyo
- Psychomyia flavida
- Psychomyia flinti
- Psychomyia forcipata
- Psychomyia fukienensis
- Psychomyia galli
- Psychomyia giboni
- Psychomyia gonzalezi
- Psychomyia higleri
- Psychomyia holzenthali
- Psychomyia hutapadangensis
- Psychomyia indra
- Psychomyia intorachit
- Psychomyia itoae
- Psychomyia ivanovi
- Psychomyia kaiya
- Psychomyia karkii
- Psychomyia kiskinda
- Psychomyia klapaleki
- Psychomyia kotamobagu
- Psychomyia kumanskii
- Psychomyia kumari
- Psychomyia kuni
- Psychomyia kuranishi
- Psychomyia lak
- Psychomyia levanidovae
- Psychomyia lii
- Psychomyia lumina
- Psychomyia mahadenna
- Psychomyia maharaksa
- Psychomyia mahayinna
- Psychomyia malickyi
- Psychomyia martynovi
- Psychomyia meyi
- Psychomyia mindanella
- Psychomyia mindorella
- Psychomyia minima
- Psychomyia mithila
- Psychomyia monicae
- Psychomyia monto
- Psychomyia moretti
- Psychomyia morisitai
- Psychomyia morsei
- Psychomyia muelleri
- Psychomyia neboissi
- Psychomyia negrosella
- Psychomyia nimmoi
- Psychomyia nipponica
- Psychomyia nogradiae
- Psychomyia nomada
- Psychomyia palawanella
- Psychomyia panayella
- Psychomyia phalaenoides
- Psychomyia pruthii
- Psychomyia pusilla
- Psychomyia reshi
- Psychomyia samanaka
- Psychomyia schefterae
- Psychomyia scottae
- Psychomyia severini
- Psychomyia sigma
- Psychomyia siveci
- Psychomyia spinosa
- Psychomyia spurisi
- Psychomyia struwwelpeter
- Psychomyia subhasrii
- Psychomyia suni
- Psychomyia suriganella
- Psychomyia sykorai
- Psychomyia tiani
- Psychomyia tobiasi
- Psychomyia tomaszewskii
- Psychomyia unzickeri
- Psychomyia usitata
- Psychomyia vaillanti
- Psychomyia wangi
- Psychomyia wardi
- Psychomyia weaveri
- Psychomyia wellsae
- Psychomyia wigginsi
- Psychomyia yangae
- Psychomyia zimmermanni

## Bildgalleri

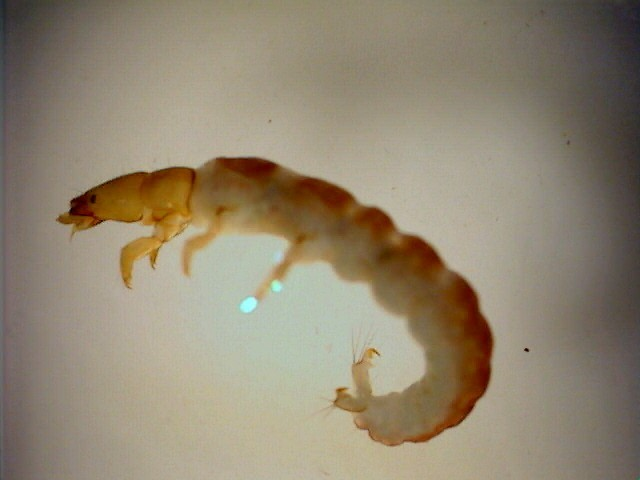
Psychomyia flavida
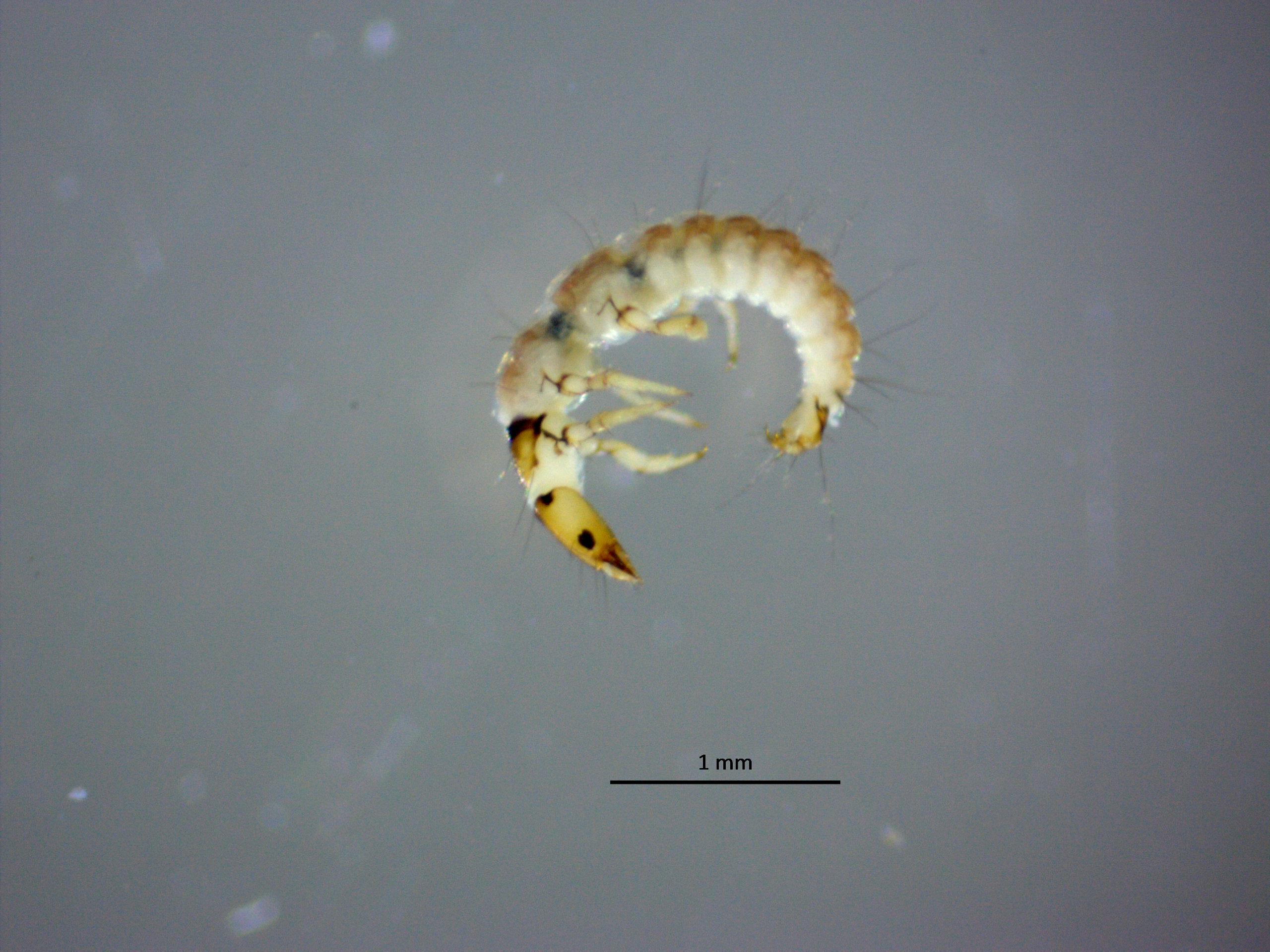
Psychomyia pusilla